# Federazione cestistica di São Tomé e Príncipe
La Federazione cestistica di São Tomé e Príncipe è l'ente che controlla e organizza la pallacanestro a São Tomé e Príncipe.
La federazione controlla inoltre la nazionale di pallacanestro di São Tomé e Príncipe e ha sede a São Tomé.
È affiliata alla FIBA dal 1983 e organizza il campionato di pallacanestro di São Tomé e Príncipe.